# هم‌صدایی

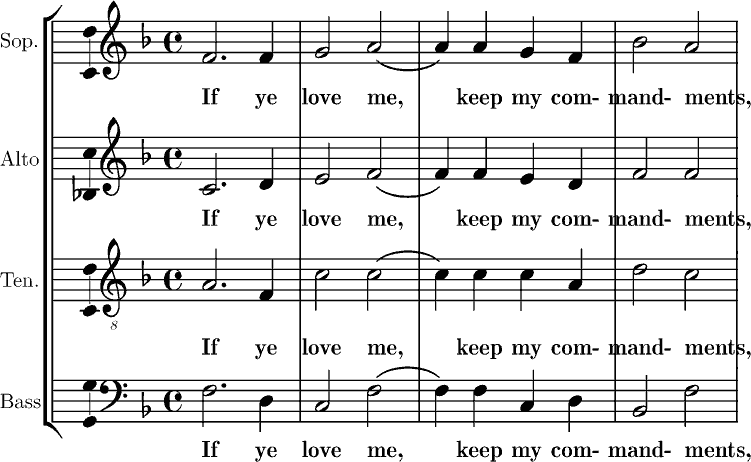
اثری از توماس تالیس (اگر شما عاشقم باشید) آهنگسازی شده در سال ۱۵۴۹ میلادی. در این مثال سوپرانو، ملودی (خط اصلی) را می‌خواند در حالی که صداهای پایین هماهنگی را (مانند خطوط پشتیبانی) می‌خوانند. یکنواختی ریتمیک در تمام قسمت‌ها باعث می‌شود که این متن نمونه‌ای از یک موسیقی هُموفونیک باشد.

هم‌صدایی یا هوموفونی (انگلیسی: Homophony) یک بافت موسیقی است که در آن صدای اصلی توسط یک یا چند صدای دیگر پشتیبانی می‌شود تا هارمونی ایجاد کند و اغلب زمینه را برای تضادی ریتمیک میسر می‌سازد.
این تمایز نقش‌ها در تضاد با چندصدایی (پولیفونی) است که در آن خطوط بیشتر با استقلال ریتمیک و ملودیک حرکت می‌کنند تا اینکه یک بافت یکنواخت (هم‌صدایی) ایجاد کنند.

## شرح
یک بافت هوموفونیک ممکن است یکسان باشد و بدان معنی است که همه قسمت‌ها دارای یک ریتمِ یکسان (هوموریتمی یا هم‌ریتمی) هستند. بافت موسیقی کرال نوع دیگری از موسیقی هوموفونیک است و رایج‌ترین نوع موسیقی هوموفونیک بدین صورت است که یک ملودی (اغلب بالاترین صدا) به صورت مجزا توسط بخش‌های پایینی با بیان هارمونیک همراهی می‌شود.
از نظر تاریخی، هوموفونی و نقش‌های تمایزیافتهٔ آن برای بخش‌هایی با تونالیته ظاهر شده‌است که عملکردهای هارمونیکی مجزایی را به صدای سوپرانو، باس و صداهای داخلی داده است.
هوموفونی ابتدا در موسیقی یونان خود را نشان داد که در آن ملودی توسط یک یا چند صدا در اونیسون یا اکتاو همراهی و اجرا می‌شد. اصطلاح هوموفونی برای اولین بار و با تأکید بر هماهنگ‌کردنِ ملودی توسط «چارلز برنی» انگلیسی در سال ۱۷۷۶ میلادی پدید آمد.

## یادداشت
1. ↑  If ye love me
2. ↑  Charles Burney